# Rentnerinnen- und Rentner-Partei
Die Rentnerinnen- und Rentner-Partei (auch „Rentnerinnen und Rentner Partei“, Kurzbezeichnung: RRP) war eine deutsche Kleinstpartei, deren Hauptthema die Rentenpolitik war. Sie wurde am 25. August 2007 gegründet. Am 15. September 2012 beschloss der Bundesparteitag der Partei die Umbenennung in Bündnis 21/RRP. Am 14. Mai 2016 löste sich die Partei auf. Die RRP trat zwischen 2008 und 2013 zu Bundestags- und Landtagswahlen an, kam aber über 0,9 % nicht hinaus.

## Parteiprogramm
Im Parteiprogramm der Rentnerinnen- und Rentner-Partei wurden lediglich die drei Themenbereiche Rentenversorgung, Gesundheit und Bildung akzentuiert. Unter anderem forderte die Partei eine staatlich garantierte Mindestrente von 1000 Euro. Weiter wurde eine Zusammenführung der staatlichen Pensionssysteme mit der Rentenversicherung sowie die gesetzlich verbindliche Einführung der betrieblichen Altersvorsorge gefordert. Eine Anhebung des Renteneintrittsalters von 65 auf 67 Jahre wurde abgelehnt.
In der Gesundheitspolitik forderte die Partei eine Bürgerversicherung und die Abschaffung des Gesundheitsfonds. In der Bildungspolitik wurde eine staatliche Finanzierung der gesamten schulischen und universitären Ausbildung anstelle des bisherigen Kindergeldes und die Einführung von Schuluniformen gefordert.

## Struktur
Die Partei besaß in neun Bundesländern Landesverbände. Der bayerische Landesverband war mit ca. 500 Mitgliedern der größte. Den zweitstärksten Landesverband nach Bayern stellte Niedersachsen.

## Geschichte
| als Rentnerinnen- und Rentner-Partei (RRP) |                    |       |
| Bayern                                     | 28. September 2008 | 0,2 % |
| Europaparlament                            | 7. Juni 2009       | 0,4 % |
| Bundestag                                  | 27. September 2009 | 0,2 % |
| Schleswig-Holstein                         | 27. September 2009 | 0,2 % |
| Brandenburg                                | 27. September 2009 | 0,5 % |
| Bremen                                     | 22. Mai 2011       | 0,9 % |
| als Bündnis 21/RRP                         |                    |       |
| Niedersachsen                              | 20. Januar 2013    | 0,1 % |
| Bundestag                                  | 22. September 2013 | 0,0 % |

Die RRP wurde durch einen Leserbrief von Helmut Polzer im Münchner Merkur vom 10. August 2007 initiiert. Am 25. August 2007 erfolgte die Gründung in der „Deutschen Eiche“ in Lochhausen.
Die RRP kandidierte erstmals zur Landtagswahl in Bayern 2008 und trat in den Bezirken Unterfranken, Oberpfalz und Schwaben an. Die Partei rief zu folgendem auf: „Rentner und Rentnerinnen, wehrt euch gegen den Rentenbetrug.“
Bei der Landtagswahl erreichte sie bayernweit 0,2 % der Stimmen, ihr bestes Ergebnis erzielte die Partei im Stimmkreis Augsburg-Stadt-West mit 2,0 %. Auf Regierungsbezirksebene bekam sie 0,6 % in Schwaben bzw. 0,5 % in der Oberpfalz und Unterfranken und verfehlte damit ihr selbst gestecktes Wahlziel, in diesen Bezirken je 1 % der Stimmen zu erhalten.
Bei den Europawahlen 2009 erreichte die Partei 0,4 % der Stimmen in Deutschland. Im gleichen Jahr trat die RRP zu den Landtagswahlen in Schleswig-Holstein und in Brandenburg sowie mit fünf Landeslisten zur Bundestagswahl an. Bei der Bundestagswahl erreichte sie 0,2 % der Stimmen.
Bei den Wahlen, in denen die RRP in direkter Konkurrenz zur Rentner Partei Deutschland (RENTNER) stand, war sie schwächer als diese. In der Folge wurden ab Oktober 2009 Gespräche mit der Rentner Partei Deutschland über eine Zusammenarbeit geführt. Bei der Landtagswahl in Nordrhein-Westfalen 2010 unterstützte die RRP die Rentner Partei Deutschland. Ursprünglich sollte die Fusion bis Dezember 2010 vollzogen sein, wurde aber auf 2011 verschoben und schließlich vonseiten der Rentner Partei Deutschland abgelehnt. Auch mit der ddp, der AdM, der Familienpartei und den Piraten wurden Gespräche über eine Zusammenarbeit und Vereinigung geführt, die jedoch scheiterten.
Bei der Bürgerschaftswahl in Bremen am 22. Mai 2011 kam sie auf einen Anteil von 0,9 % der Stimmen. Bei der zeitgleich stattfindenden Wahl zur Stadtverordnetenversammlung in Bremerhaven erreichte sie ihren ersten kommunalen Sitz. Im November 2012 traten die beiden Stadtverordneten der Linken ebenfalls zur RRP über, von denen eine am 28. März 2013 zu den Bürgern in Wut wechselte.
Nachdem die vorherigen Fusionsbestrebungen gescheitert waren, beschloss die Partei, einen neuen Namen anzunehmen, um neben den Rentnern weitere Wählergruppen anzusprechen. Die Wahl fiel schließlich auf Bündnis 21/RRP.
Bei der Bundestagswahl 2013 trat die Partei mit drei Landeslisten an und erreichte 5.324 (0,0 %) Erst- sowie 8.578 (0,0 %) Zweitstimmen.
Ab Frühjahr 2014 führte die Partei Gespräche mit der Ökologisch-Demokratischen Partei (ÖDP) über eine mögliche Fusion. Einige Mitglieder der Partei wechselten zur ÖDP, darunter auch der bisherige Bundesvorsitzende. Am 14. Mai 2016 löste sich die Partei auf.